# Собранці (округ)
О́круг Собранці, також Собранце (словац. Okres Sobrance) — округ (район) в Кошицькому краї Словаччини. Межує з Україною.

## Статистичні дані
| Рік:            | 1994.  | 2004.   | 2014.   | 2024.   |
| --------------- | ------ | ------- | ------- | ------- |
| Кількість осіб: | 23 742 | 23 447  | 22 765  | 22 195  |
| Різниця:        |        | -1,24 % | -2,90 % | -2,50 % |

| Рік:            | 2023.  | 2024.   |
| --------------- | ------ | ------- |
| Кількість осіб: | 22 226 | 22 195  |
| Різниця:        |        | -0,13 % |

### Національний склад 2010
- словаки — 93,67 %
- роми — 3,13 %
- українці/русини — 1,10 %
- чехи — 0,65 %

### Конфесійний склад 2001
- католики — 41,3 %
- греко-католики — 37,2 %
- реформати — 7,5 %
- православні — 6,7 %
- свідки Єгови −1,9 %
- лютерани — 0,5 %.

## Географія і природні пам'ятки
- Озеро Морське Око. Розташовані Вигорлатські пагорби; Підвигорлатські пагорби; Петровське підгір'я і Попрєчни.

Протікають
- Бенятинська-Вода
- Брезницький потік
- Ореховський потік
- Собранецький потік
- Торошков потік

## Автомагістралі
В окрузі прокладені наступні автомобільні шляхи:
- автошляхи I категорії — 21,402 км
- автошляхи II категорії — 29,493 км
- автошляхи III категорії — 128,966 км